# Calostilbe
Calostilbe — рід грибів родини Nectriaceae. Назва вперше опублікована 1902 року.

## Класифікація
До роду Calostilbe відносять 3 види:
- Calostilbe ledermannii
- Calostilbe longiasca
- Calostilbe striispora